# Fridefont
Fridefont est une commune française, située dans le département du Cantal en région Auvergne-Rhône-Alpes.

## Géographie

### Localisation
La commune est située dans le Sud-Est du département Cantal. Elle est limitrophe de la Lozère.
Elle est située dans le Massif central en Aubrac.

### Communes limitrophes
| Neuvéglise-sur-Truyère | Alleuze   |                            |
| Saint-Martial          | Fridefont | Val d'Arcomie              |
|                        | Maurines  | Albaret-le-Comtal (Lozère) |

### Hydrographie
Elle est bordée au nord par la Truyère (lacs de barrage de Grandval et de Lanau) et à l'est par son affluent, le Bès.

### Climat
Pour des articles plus généraux, voir Climat d'Auvergne-Rhône-Alpes et Climat du Cantal.
En 2010, le climat de la commune est de type climat de montagne, selon une étude du CNRS s'appuyant sur une série de données couvrant la période 1971-2000. En 2020, Météo-France publie une typologie des climats de la France métropolitaine dans laquelle la commune est exposée à un climat de montagne ou de marges de montagne et est dans la région climatique  Sud-est du Massif Central, caractérisée par une pluviométrie annuelle de 1 000 à 1 500 mm, minimale en été, maximale en automne. 
Pour la période 1971-2000, la température annuelle moyenne est de 8,8 °C, avec une amplitude thermique annuelle de 15,3 °C. Le cumul annuel moyen de précipitations est de 943 mm, avec 10,1 jours de précipitations en janvier et 7 jours en juillet. Pour la période 1991-2020, la température moyenne annuelle observée sur la station météorologique de Météo-France la plus proche, sur la commune de Deux-Verges à 12 km à vol d'oiseau, est de 7,9 °C et le cumul annuel moyen de précipitations est de 1 029,0 mm,. Pour l'avenir, les paramètres climatiques de la commune estimés pour 2050 selon différents scénarios d'émission de gaz à effet de serre sont consultables sur un site dédié publié par Météo-France en novembre 2022.

## Urbanisme

### Typologie
Au 1er janvier 2024, Fridefont est catégorisée commune rurale à habitat très dispersé, selon la nouvelle grille communale de densité à 7 niveaux définie par l'Insee en 2022.
Elle est située hors unité urbaine. Par ailleurs la commune fait partie de l'aire d'attraction de Saint-Flour, dont elle est une commune de la couronne,. Cette aire, qui regroupe 36 communes, est catégorisée dans les aires de moins de 50 000 habitants,.
La commune, bordée par un plan d’eau intérieur d’une superficie supérieure à 1 000 hectares, le lac du Barrage de Grandval, est également une commune littorale au sens de la loi du 3 janvier 1986, dite loi littoral. Des dispositions spécifiques d’urbanisme s’y appliquent dès lors afin de préserver les espaces naturels, les sites, les paysages et l’équilibre écologique du littoral, tel le principe d'inconstructibilité, en dehors des espaces urbanisés, sur la bande littorale des 100 mètres, ou plus si le plan local d’urbanisme le prévoit.

### Occupation des sols
L'occupation des sols de la commune, telle qu'elle ressort de la base de données européenne d’occupation biophysique des sols Corine Land Cover (CLC), est marquée par l'importance des forêts et milieux semi-naturels (54,8 % en 2018), en diminution par rapport à 1990 (58 %). La répartition détaillée en 2018 est la suivante : forêts (49,2 %), zones agricoles hétérogènes (19,9 %), eaux continentales (16,5 %), prairies (8,9 %), milieux à végétation arbustive et/ou herbacée (5,5 %). L'évolution de l'occupation des sols de la commune et de ses infrastructures peut être observée sur les différentes représentations cartographiques du territoire : la carte de Cassini (XVIIIe siècle), la carte d'état-major (1820-1866) et les cartes ou photos aériennes de l'IGN pour la période actuelle (1950 à aujourd'hui).

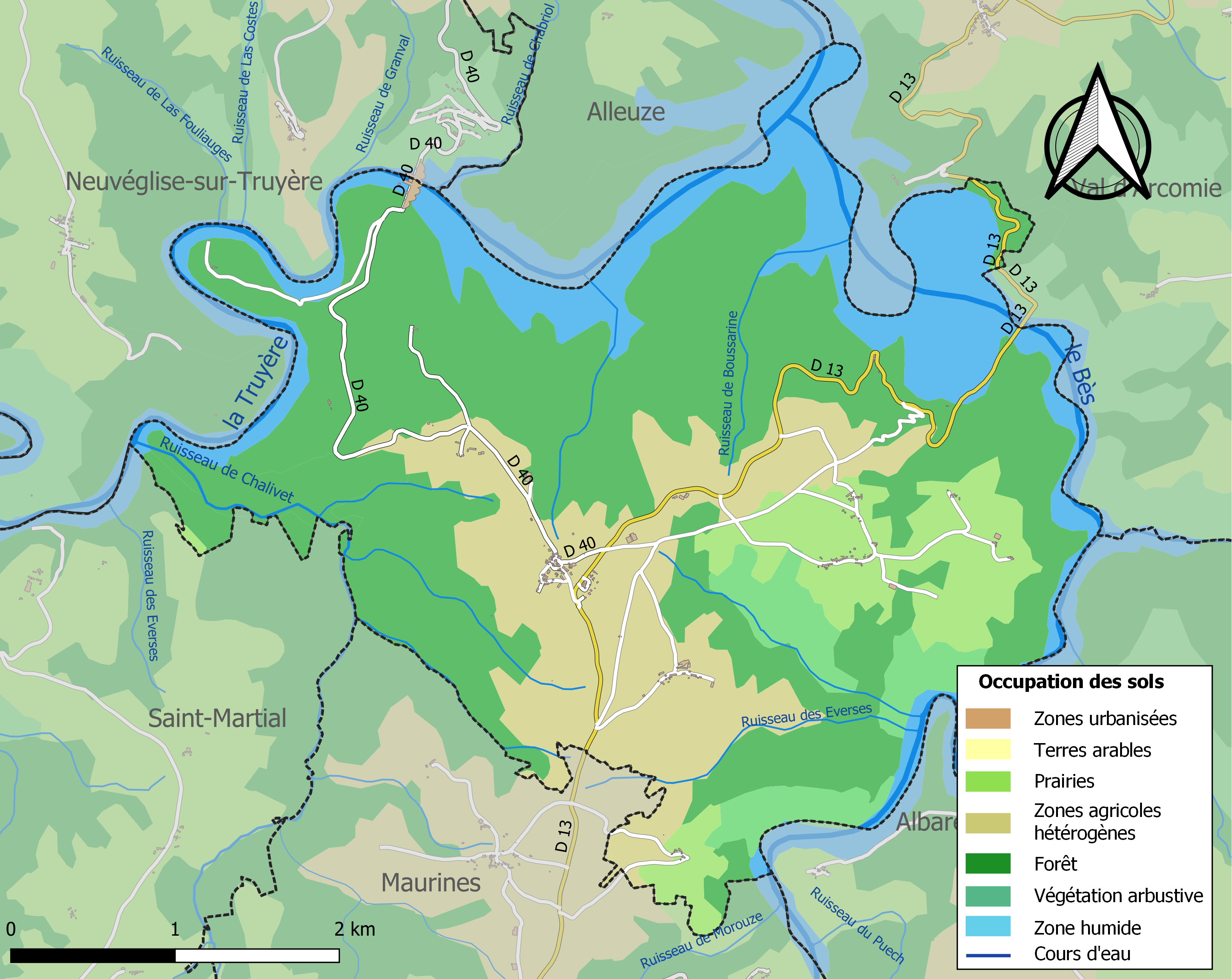
Carte des infrastructures et de l'occupation des sols de la commune en 2018 (CLC).

### Habitat et logement
En 2018, le nombre total de logements dans la commune était de 86, alors qu'il était de 79 en 2013 et de 82 en 2008.
Parmi ces logements, 54,2 % étaient des résidences principales, 42,5 % des résidences secondaires et 3,3 % des logements vacants. Ces logements étaient pour 96,3 % d'entre eux des maisons individuelles et pour 3,7 % des appartements.
Le tableau ci-dessous présente la typologie des logements à Fridefont en 2018 en comparaison avec celle du Cantal et de la France entière. Une caractéristique marquante du parc de logements est ainsi une proportion de résidences secondaires et logements occasionnels (42,5 %) supérieure à celle du département (20,4 %) et à celle de la France entière (9,7 %). Concernant le statut d'occupation de ces logements, 86,4 % des habitants de la commune sont propriétaires de leur logement (86,3 % en 2013), contre 70,4 % pour le Cantal et 57,5 pour la France entière.
| Typologie                                               | Fridefont | Cantal | France entière |
| ------------------------------------------------------- | --------- | ------ | -------------- |
| Résidences principales (en %)                           | 54,2      | 67,7   | 82,1           |
| Résidences secondaires et logements occasionnels (en %) | 42,5      | 20,4   | 9,7            |
| Logements vacants (en %)                                | 3,3       | 11,9   | 8,2            |

## Toponymie
Elle est parfois orthographiée Fridefond sur certaines cartes topographiques au 1:50 000 de l'IGN.
Le mot Fridefont veut dire en langue occitane « source froide » (Freda font). À associer à la ville proche de Chaudes-Aigues (Chaudas Aigas), qui signifie « eaux chaudes ».

## Histoire
À sa création, la commune s'appelle Sarrus. En 1831, elle absorbe l'ancienne commune de Magnac. En 1839, elle absorbe, conjointement avec Faverolles, l'ancienne commune de Mallet. En 1909, elle prend son nom actuel. Les paroisses catholiques ont connu un mouvement parallèle.

## Politique et administration

### Administration municipale
| Période                                  | Période                         | Identité        | Étiquette | Qualité              |
| ---------------------------------------- | ------------------------------- | --------------- | --------- | -------------------- |
| Les données manquantes sont à compléter. |                                 |                 |           |                      |
| mars 2001                                | mars 2014                       | Michel Guilbot  |           |                      |
| mars 2014                                | En cours (au 11 septembre 2020) | Pierre Chassang | LR        | Garagiste-mécanicien |

## Population et société

### Démographie
L'évolution du nombre d'habitants est connue à travers les recensements de la population effectués dans la commune depuis 1793. Pour les communes de moins de 10 000 habitants, une enquête de recensement portant sur toute la population est réalisée tous les cinq ans, les populations de référence des années intermédiaires étant quant à elles estimées par interpolation ou extrapolation. Pour la commune, le premier recensement exhaustif entrant dans le cadre du nouveau dispositif a été réalisé en 2004.

En 2022, la commune comptait 95 habitants, en évolution de −12,04 % par rapport à 2016 (Cantal : −1,08 %, France hors Mayotte : +2,11 %).
| 1793 | 1800 | 1806 | 1821 | 1831 | 1836 | 1841 | 1846 | 1851 |
| ---- | ---- | ---- | ---- | ---- | ---- | ---- | ---- | ---- |
| 473  | 276  | 473  | 438  | 546  | 423  | 449  | 415  | 374  |

| 1856 | 1861 | 1866 | 1872 | 1876 | 1881 | 1886 | 1891 | 1896 |
| ---- | ---- | ---- | ---- | ---- | ---- | ---- | ---- | ---- |
| 371  | 393  | 378  | 330  | 290  | 314  | 324  | 452  | 370  |

| 1901 | 1906 | 1911 | 1921 | 1926 | 1931 | 1936 | 1946 | 1954 |
| ---- | ---- | ---- | ---- | ---- | ---- | ---- | ---- | ---- |
| 382  | 308  | 281  | 283  | 278  | 255  | 241  | 238  | 232  |

| 1962 | 1968 | 1975 | 1982 | 1990 | 1999 | 2004 | 2006 | 2009 |
| ---- | ---- | ---- | ---- | ---- | ---- | ---- | ---- | ---- |
| 165  | 148  | 131  | 124  | 126  | 134  | 131  | 131  | 106  |

| 2014 | 2019 | 2022 | - | - | - | - | - | - |
| ---- | ---- | ---- | - | - | - | - | - | - |
| 108  | 92   | 95   | - | - | - | - | - | - |

## Culture locale et patrimoine

### Lieux et monuments
- Église Saint-Martin
- Le barrage de Grandval sur la Truyère se trouve en partie sur la commune, à la limite avec Lavastrie.
- Une source d'eau chaude se situe au centre de la ville proche de Chaudes-Aigues. L'eau y sort à 82° ; elle est la seconde plus chaude source d'Europe.
- Île de Chante-Dur.
- Île du Château.

### Héraldique
| Fridefont | Le blasonnement de Fridefont est : Écartelé en sautoir : au 1er d'or à la lettre F capitale de sinople, au 2e et au 3e de gueules à la fleur de lys d'or, au 4e d'or plain, à la tour d'argent brochant en cœur. |